# Tyramin
Tyramin (4-(2-aminoethyl)fenol) je v přírodě se vyskytující stopový amin odvozený z aminokyseliny tyrosinu. Tyramin působí jako činidlo uvolňující katecholaminy. Není schopen překročit hematoencefalickou bariéru, což má za následek pouze nepsychoaktivní periferní sympatomimetické účinky po požití. Hypertenzní krize však může vyplynout z požití potravy bohaté na tyramin ve spojení s inhibitory monoaminooxidázy (MAOI).

## Výskyt
Tyramin se vyskytuje u mnoha rostlin a zvířat a je metabolizován různými enzymy, včetně monoaminooxidáz. V potravinách se často vyrábí dekarboxylací tyrosinu během fermentace nebo rozkladu. Potraviny, které obsahují značné množství tyraminu, zahrnují nakládané, uleželé, uzené, fermentované nebo marinované maso. V potravinách je dále v čokoládě a alkoholických nápojích, ale také ve fermentovaných potravinách např. sýrech, zakysané smetaně, jogurtu, krevetách, sojové omáčce, sójovém koření, teriyaki omáčce, tempehu, miso polévce, zelí, kimčchi, nebo v širokých (fava) fazolích.

## Medicínské účinky
Důkaz o přítomnosti tyraminu v lidském mozku byl potvrzen. Možnost, že tyramin působí přímo jako neuromodulátor, byla potvrzena objevem receptoru s G proteinem s vysokou afinitou k tyraminu, nazývaného TAAR1.   Receptor TAAR1 se nachází v mozku, stejně jako v periferních tkáních, včetně ledvin. Tyramin se váže jak na TAAR1, tak na TAAR2 jako na agonistu u lidí.
Tyramin je fyziologicky metabolizován monoaminooxidázami (primárně MAO-A), FMO3, PNMT, DBH a CYP2D6. U člověka, pokud je metabolismus monoaminů ohrožen použitím inhibitorů monoaminooxidázy (MAOI) a potravou s vysokým obsahem tyraminu, může dojít k hypertenzní krizi, protože tyramin může také přemístit uložené monoaminy, jako je dopamin, norepinefrin a epinefrin, z pre- synaptické vezikuly.
První známky toho objevil britský lékárník, který si všiml, že jeho manželka, která v té době byla na léčbě MAOI, měla při jídle sýra bolesti hlavy. Z tohoto důvodu se krize stále nazývá „sýrový účinek“ nebo „sýrová krize“, i když jiné potraviny mohou způsobit stejný problém. :s.30–31
Většina zpracovaných sýrů neobsahuje dostatečné množství tyraminu, které by způsobilo hypertenzní účinky, i když některé staré sýry (například Stilton) obsahují.
Velký příjem tyraminu ve stravě (nebo diuretický příjem tyraminu při užívání inhibitorů MAO) může způsobit odezvu tyraminového tlaku, což je definováno jako zvýšení systolického krevního tlaku o 30 mmHg nebo více. Zvýšené uvolňování norepinefrinu (noradrenalinu) z neuronálních cytosolů nebo ve skladovacích vezikulech má za následek vazokonstrikci a zvýšenou srdeční frekvenci a krevní tlak odezvy pacienta. V těžkých případech může dojít k adrenergní krizi. Ačkoliv mechanismus je nejasný, tyramin také spouští migrény u citlivých jedinců. Vasodilatační, dopaminové a oběhové faktory se podílejí na migréně. Dvojitě zaslepené studie naznačují, že účinky tyraminu na migrény mohou být adrenergní. Nemoc má nadměrně zastoupeni mezi těmi, kteří mají nedostatečnou přirozenou monoaminooxidázu, což vede k podobným problémům u jedinců užívajících inhibitory MAO. Mnoho spouštěčů migrény má vysoký obsah tyraminu.
Pokud se člověk opakovaně vystavil působení tyraminu, dochází ke snížení tlaku ; tyramin je degradován na octopamin, který je následně zabalen v synaptických vezikulech s norepinefrinem (noradrenalinem). Z tohoto důvodu, po opakované expozici tyraminu, tyto váčky obsahují zvýšené množství oktopaminu a relativně snížené množství norepinefrinu. Když jsou tyto vezikuly vylučovány při požití tyraminu, dochází ke snížené odezvě na tlak, protože méně norepinefrinu se vylučuje do synapse a oktopamín neaktivuje alfa nebo beta adrenergní receptory.
Při použití inhibitoru MAO (MAOI) je příjem přibližně 10 až 25 mg tyraminu je zapotřebí pro těžkou reakci ve srovnání s 6 až 10 mg pro mírnou reakci.
Výzkum odhaluje možné spojení mezi migrénou a zvýšenými hladinami tyraminu. V přehledu z roku 2007 publikovaném v časopise Neurological Sciences byly předloženy údaje ukazující, že migréna a klastrové bolesti hlavy jsou charakterizovány zvýšením cirkulujících neurotransmiterů a neuromodulátorů (včetně tyraminu, octopaminu a synefrinu) v hypotalamu, amygdálí a dopaminergním systému.

## Biosyntéza
Biochemicky se tyramin vyrábí dekarboxylací tyrosinu působením enzymu tyrozinkarboxylázy. Tyramin může být zase převedeny na methylované alkaloidů deriváty N-methyltyramin, N,N-dimethyltyramin (hordenin), a N,N,N-trimethyltyramin (kandicin). 

tyramin
N-methyltyramin
N,N-dimethyltyramin (hordenin)
N,N,N-trimethyltyramin (kandicin)

 U lidí se tyramin produkuje z tyrosinu.

## Chemie
V laboratoři může být tyramin syntetizován různými způsoby, zejména také dekarboxylací tyrosinu.

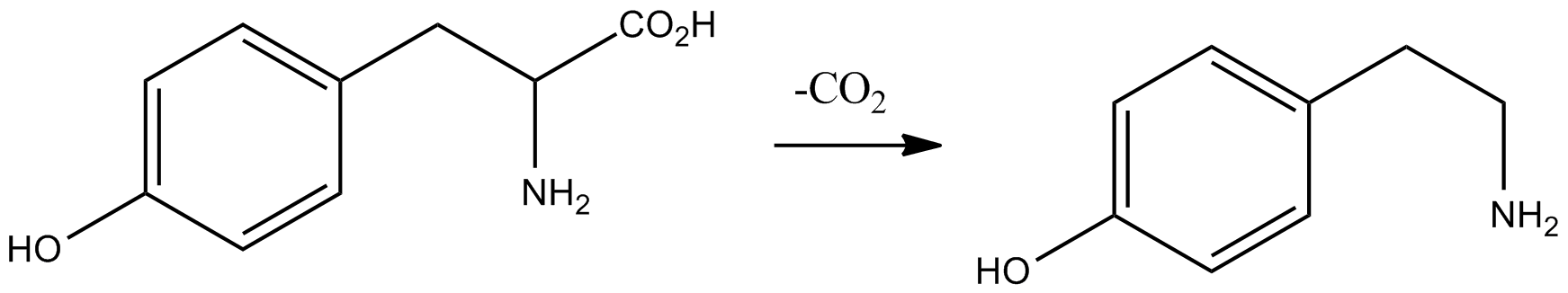
Dekarboxylace tyrosinu

## Právní status

### Spojené státy
Tyramine není listován na federální úrovni ve Spojených státech, a je proto legální.